# ウィニフレッド・バークル
ウィニフレッド・バークル (Winifred Burkle) は、アメリカ合衆国のテレビ・シリーズ『エンジェル』に登場する架空の人物。演じた俳優はエイミー・アッカー。

## 特徴
愛称はフレッド。第2シーズンの『所属品』で登場。当初、精神を病んでいたが徐々に回復する。第5シーズンではイリリアに変貌するなど数奇な運命をたどる。

## イリリア
フレッドの肉体に寄生したモンスター。

### 初期形態
外見はフレッドと同じ。ただし髪、目、唇が青色で変身能力を持つ。

### 最終形態
高層ビルに匹敵する身長の怪物。コミックの『After the Fall』で登場。全長の約半分が口で鋭い歯をもつ。体の上部に触手を持ち、口の中に赤い目がある。全身を鎧のようなうろこでおおわれている。